# Apollo (Paris)
Ne pas confondre avec l'Apollo Théâtre, rue du Faubourg-du-Temple.
Pour les articles homonymes, voir Apollo.
L'Apollo était une ancienne salle de spectacle construite en 1907 à Paris, au 20 rue de Clichy dans le 9e arrondissement de Paris et disparue à la fin des années 1950.
Dans cette salle furent créés, entre autres, les adaptations françaises de La Veuve joyeuse de Franz Lehár en 1909 et de Rêve de Valse d'Oscar Straus en 1910. 
Contrairement à une idée reçue et largement répandue Carlos Gardel (1890-1935), chanteur de tango argentin arrivé en France en 1928, n'a pas fait ses débuts à Paris à l'Apollo, mais en Espagne dans un théâtre du même nom (mais s'écrivant avec un seul "l", l'Apolo, d'où la confusion) à Madrid en 1923. Après son arrivée à Paris et son premier concert au théâtre Femina en 1927, il signa en 1928, un contrat de trois mois avec le cabaret Le Florida , situé dans le bâtiment même du théâtre Apollo. 
Il y avait aussi un théâtre Apollo à Bordeaux (ex Théâtre des Arts) et un à Nantes, détruit par deux incendies en 1921 et 1931

## Historique
En 1907, à Paris, Le théâtre de l'Apollo organise un concours pour le championnat du monde de lutte et engage Paul Pons.
Le théâtre Apollo, sous la direction d'Alphonse Franck, est reconstruit en 1909 avec une scène amovible dénommée le "basculo" conçu par l'ingénieur Félix Léon Edoux. Loué par Franz Lehár, il est inauguré le 29 avril 1909 avec la première représentation de l'adaptation française de  La Veuve joyeuse. Le chef d'orchestre et compositeur tchèque, Louis-Victor Célansky, en est le directeur artistique et chef d'orchestre symphonique.
En 1912, deux nouvelles opérettes viennoises voient leur adaptation française créée dans cette salle, Rêve de Valse d'Oscar Straus et Le Comte de Luxembourg de Franz Lehár. En 1913, on inaugure les thé-tango dansants de 17 heures qui ont inspiré Harry Fragson pour sa chanson éponyme.
En 1917, le comédien Paul Marthès en est le grand premier artiste comique.
En 1925, la Société Lombart et Cie s'adresse à Raoul Audier pour prendre la direction de l’Apollo. La nouvelle salle est inaugurée en avril avec la reprise de La Veuve joyeuse. La conception de la salle de spectacle et de l'atrium du Nouvel Apollo, est l'œuvre de Lombart et du jeune architecte M Piollenc.
Passé sous la direction de Jane Marnac, en janvier 1929, l'Apollo connait le succès avec  Le procès de Mary Dugan, pièce américaine adaptée par Henry Torrès et  Horace de Carbuccia, qui atteint plus de trois cents représentations. La comédienne Jane Marnac, son mari Keith Trevor, et Camille Wyn ont dirigé le théâtre de l'Apollo en 1929 et 1930. 
Le 20 septembre 1930, M. Abel Tarride fonde la Société anonyme théâtrale Abel Tarride et assume la direction du théâtre Apollo auquel il imprime un essor important. Après les débuts brillants de la curieuse pièce L'As, d'Yvan Noé, Blanche Alix et Charles Poidloué, Matricule 33, pièce en 10 tableaux d'Alex Madis et Robert Boucard, qui obtient du succès, il fait appel tour à tour, aux auteurs les plus caractéristiques de la nouvelle école ou à ceux qui détiennent depuis longtemps le flambeau de l'esprit français, tels Tristan Bernard, Léopold Marchand, Armand Salacrou, Alex Madis, Francis de Croisset, Pierre Soulaine, Henri Duvernois, Michel Carré et à toute la pléiade des jeunes auteurs qui peuvent apporter au théâtre des idées nouvelles.

## Représentations notables

### Opérettes

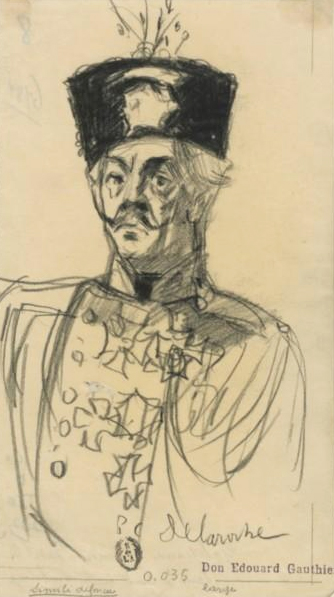
Félix Galipaux dans Le Comte de Luxembourg (1912)

- 1908 : Ohé ! Phryne !, opérette de Daniel Jourda, Robert Bonnet, musique de Laurent Halet, 10 octobre[10].
- 1909 : La Veuve joyeuse de Franz Lehár, mise en scène Alphonse Franck, création le 28 avril 1909
- 1910 : Rêve de Valse d’Oscar Straus, sur un livret de Felix Dörmann et Leopold Jacobson, créé sitôt les représentations de La Veuve Joyeuse terminées.
- 1910 : Hans le joueur de flûte, opérette de Louis Ganne
- 1910 : Malbrouk s'en va en guerre, livret de Maurice Vaucaire et A. Nessi, musique de Ruggero Leoncavallo - représentée pour la première fois le 16 novembre 1910.
- 1911 : Madame Favart de Jacques Offenbach, création le 18 octobre 1911
- 1912 : Le Comte de Luxembourg, opérette en 3 actes, livret Alfred Maria Willner et Robert Bodanzky, adaptation française Robert de Flers et Gaston Arman de Caillavet, musique Franz Lehár, avec Félix Galipaux.
- 1912 : Le soldat de chocolat, opérette de Rudolf Bernauer et Leopold Jacobson, d'après Bernard Shaw Arms and the man, adaptation française de Pierre Veber, musique d'Oscar Straus, reprise à Paris  le 8 novembre 1912[11]
- 1913 : Monsieur de La Palisse, opérette en 3 actes, livret de Robert de Flers, Gaston Arman de Caillavet ; musique de Claude Terrasse ; avec Polaire , 24 janvier 1913.
- 1913 : La Chaste Suzanne opérette de Jean Gilbert, livret de Georg Okonkowski
- 1913 : La Jeunesse dorée opérette d'Henri Verne et Gabriel Faure, musique Marcel Lattès, avec André Lefaur
- 1914 : La Fille de Figaro de Maurice Hennequin et Hugues Delorme, musique Xavier Leroux, avec Jane Marnac
- 1918 : La Reine joyeuse (nouveau titre de La Reine s'amuse) opérette d'André Barde, musique Charles Cuvillier, avec Jane Marnac
- 1920 : La Sirène de Henri Goublier, livret de Fabrice Lémon et Georges Léglise, 29 septembre
- 1923 : La Folle escapade de Maurice de Marsan et Régis Gignoux, musique de Octave Crémieux, avec Jeanne Ugalde[12]
- 1925 : Bouche à bouche opérette de Maurice Yvain, livret d'André Barde, avec Georges Milton

### Théâtre
- 1929 : Le Procès de Mary Dugan de Bayard Veiller, adaptation Henry Torrès et Horace de Carbuccia, avec Harry Baur
- 1929 : Dans la rue, d'après Street Scene d'Elmer Rice, adaptation Francis Carco, avec Marguerite Moreno
- 1929 : Shangaï de Charles Méré d'après John Colton, avec Jane Marnac
- 1930 : Au temps des valses de Noël Coward, adaptation Saint-Granier, avec Jane Marnac
- 1930 : L'As, d'Yvan Noé, Blanche Alix et Charles Poidlouë, avec Simone Dulac[13],[14],[15].
- 1932 : Hector d'Henri Decoin
- 1932 : Papavert  de Chas.k.Gordon et Loic le Gouriadec d'après l'œuvre de George Froeschel
- 1943 : La Dame de minuit de Jean de Létraz, mise en scène Denis d'Inès
- 1944 : Mademoiselle Antoinette de Jean Guitton
- 1945 : L'Autre Aventure de Marcel Haedrich, mise en scène Jacques Erwin, Théâtre l'Apollo[16]
- 1946 : La Nuit du 16 janvier d'Ayn Rand, mise en scène Jacques Baumer
- 1946 : Un homme sans amour de Paul Vialar, mise en scène Fernand Ledoux, avec Jean Chevrier, Marguerite Pierry
- 1946 : Un amour fou de Jean Guitton, avec Jean-Pierre Kérien, Nine Assia
- 1952 : Monsieur de Panama de Jean de Létraz
- 1954 : La Cuisine des anges d'Albert Husson, mise en scène Christian-Gérard
- 1956 : Oncle Job de Robert Vattier et Albert Rieux
- 1956 : Via Mala d'après John Knittel, adaptation Paul Achard, mise en scène Jacques Clancy
- 1957 : La Corniflorette d'André Ransan, mise en scène Jean-Jacques Daubin
- 1958 : Le Bossu d'après Paul Féval, adaptation Guy Haurey, mise en scène Jacques Dacqmine
- 1958 : Prométhée 48 de Roger Garaudy